# Abapeba taruma
Abapeba taruma là một loài nhện trong họ Corinnidae.
Loài này thuộc chi Abapeba. Abapeba taruma được miêu tả năm 2000 bởi Bonaldo.